# Danh sách album của Mariah Carey
Ca sĩ và người viết bài hát người Mỹ Mariah Carey đã phát hành 14 album phòng thu, 1 album nhạc phim, 1 album trực tiếp, 6 album tổng hợp, 1 đĩa mở rộng và 1 album phối lại. Carey là một trong những nghệ sĩ thu âm bán chạy nhất mọi thời đại, với hơn 250 triệu đĩa nhạc trên toàn cầu. Bà được trao "Giải thưởng thiên niên kỷ" tại giải thưởng Âm nhạc Thế giới 2000 vì trở thành nữ nghệ sĩ bán chạy nhất thiên niên kỷ. Theo Hiệp hội Công nghiệp Ghi âm Hoa Kỳ (RIAA), bà đứng thứ ba trong số những nữ nghệ sĩ âm nhạc có lượng đĩa bán chạy nhất tại quốc gia này, với 64 triệu chứng nhận album. Bà cũng là nữ nghệ sĩ bán chạy nhất trong kỷ nguyên Nielsen SoundScan, với hơn 52 triệu đĩa tiêu thụ. Các album Mariah Carey, Music Box, Daydream và The Emancipation of Mimi đều nằm trong top 100 giành nhiều chứng nhận nhất tại Hoa Kỳ.
Carey phát hành album đầu tay cùng tên vào tháng 6 năm 1990; 9 lần giành chứng nhận Bạch kim của RIAA, tương đương 9 triệu bản tại Hoa Kỳ. Ngoài ra, album còn cho ra 4 đĩa đơn quán quân liên tiếp tại quốc gia này. Album thứ hai, Emotions phát hành một năm sau đó, bán ra 8 triệu bản trên toàn cầu. Năm 1993, Carey ra mắt album phòng thu thành công nhất, Music Box giành chứng nhận Kim cương tại Mỹ và dẫn đầu nhiều bảng xếp hạng trên khắp thế giới. Music Box là một trong những album bán chạy nhất, với 32 triệu bản bán ra. Năm 1994, Carey xuất bản album Giáng sinh Merry Christmas, bao gồm đĩa đơn ăn khách "All I Want for Christmas Is You". Sau thành công tại châu Á với Merry Christmas, Billboard thông báo Carey là nghệ sĩ quốc tế thành công nhất tại Nhật Bản. Đến năm 1995, Carey ra mắt album phòng thu thứ tư, Daydream trở thành album thứ hai giành chứng nhận Bạch kim của RIAA, với doanh số toàn cầu đạt 25 triệu bản.
Album phòng thu thứ năm của Carey, Butterfly và album tổng hợp #1's lần lượt giành 5 chứng nhận Bạch kim tại Hoa Kỳ; với #1's trở thành album bán chạy nhất tại Nhật Bản bởi một nghệ sĩ quốc tế, bán ra 3.25 triệu bản. Rainbow (1999) giành 3 chứng nhận Bạch kim tại Mỹ, dù là album đầu tiên của bà kể từ Emotions vuột mất ngôi đầu bảng tại quốc gia này. Carey rời khỏi Columbia/Sony Music năm 2001 và ký hợp đồng trị giá 100 triệu đô-la Mỹ với Virgin Records, bản hợp đồng đắt đỏ nhất lúc bấy giờ. Bà phát hành album nhạc phim Glitter trích từ bộ phim cùng tên, gặp thất bại về thương mại lẫn chuyên môn.
Carey ký hợp đồng với Island Records năm 2002 và ra mắt album phòng thu thứ 7 Charmbracelet, cũng không thể gặt hái thành công. Bà nghỉ ngơi trong 3 năm để thu âm và phát hành album hơi hướng hip-hop The Emancipation of Mimi, là album bán chạy nhất năm 2005 tại Mỹ. Đạt 6 lần chứng nhận Bạch kim tại Mỹ, album này bán hơn 12 triệu bản trên khắp thế giới, cho ra đĩa đơn dẫn đầu US Billboard Hot 100 trong 14 tuần, "We Belong Together". Năm 2008, Carey ra mắt album thứ chín E=MC², tiêu thụ 2.5 triệu bản trên thế giới, cùng đĩa đơn "Touch My Body" giúp bà phá vỡ kỷ lục của Elvis Presley cho nghệ sĩ đơn ca có nhiều đĩa đơn dẫn đầu nhất lịch sử xếp hạng tại Hoa Kỳ. Album kế tiếp, Memoirs of an Imperfect Angel (2009) và Merry Christmas II You (2010) lần lượt bán ra 2 triệu bản và 500.000 bản tại Mỹ. Sản phẩm thứ 14 của bà, Me. I Am Mariah... The Elusive Chanteuse, là album phòng thu có doanh số thấp nhất trong sự nghiệp của bà.

## Phát hành chính

### Album phòng thu
| Tựa đề                                                                       | Chi tiết                                                                                        | Vị trí xếp hạng cao nhất | Vị trí xếp hạng cao nhất | Vị trí xếp hạng cao nhất | Vị trí xếp hạng cao nhất | Vị trí xếp hạng cao nhất | Vị trí xếp hạng cao nhất | Vị trí xếp hạng cao nhất | Vị trí xếp hạng cao nhất | Vị trí xếp hạng cao nhất | Vị trí xếp hạng cao nhất | Doanh số                                                                                  | Chứng nhận |
| Tựa đề                                                                       | Chi tiết                                                                                        | Mỹ                       | Úc                       | Canada                   | Pháp                     | Đức                      | Nhật                     | H.Lan                    | N.Zealand                | T.Sĩ                     | L.H.Anh                  | Doanh số                                                                                  | Chứng nhận |
| ---------------------------------------------------------------------------- | ----------------------------------------------------------------------------------------------- | ------------------------ | ------------------------ | ------------------------ | ------------------------ | ------------------------ | ------------------------ | ------------------------ | ------------------------ | ------------------------ | ------------------------ | ----------------------------------------------------------------------------------------- | --- |
| Mariah Carey                                                                 | - Phát hành: 13 tháng 6 năm 1990 - Hãng đĩa: Columbia (#CK-45202) - Định dạng: LP, cassette, CD | 1                        | 6                        | 1                        | —                        | 24                       | 13                       | 6                        | 4                        | 15                       | 6                        | - Thế giới: 15.000.000                                                                    | - Mỹ: 9× Bạch kim - Úc: 2× Bạch kim - L.H.Anh: Bạch kim - Canada: 7× Bạch kim - T.Sĩ: Vàng - Nhật: 3× Bạch kim - N.Zealand: 4× Bạch kim                                         |
| Emotions                                                                     | - Phát hành: 17 tháng 9 năm 1991 - Hãng đĩa: Columbia (#CK-47980) - Định dạng: LP, cassette, CD | 4                        | 8                        | 6                        | —                        | 46                       | 3                        | 9                        | 6                        | 15                       | 4                        | - Thế giới: 8.000.000 - Mỹ: 3.595.000 - Pháp: 100.000 - Nhật: 1.000.000                   | - Mỹ: 4× Bạch kim - Úc: Bạch kim - L.H.Anh: Bạch kim - Canada: 4× Bạch kim - Thụy Sĩ: Vàng - Nhật: 4× Bạch kim - N.Zealand: Bạch kim - Pháp: Vàng                               |
| Music Box                                                                    | - Phát hành: 31 tháng 8 năm 1993 - Hãng đĩa: Columbia (#CK-53205) - Định dạng: LP, cassette, CD | 1                        | 1                        | 2                        | 1                        | 1                        | 2                        | 1                        | 2                        | 1                        | 1                        | - Thế giới: 32.000.000 - Mỹ: 7.277.000 - Pháp: 1.418.100 - Nhật: 2.200.000                | - Mỹ: Kim cương - Úc: 12× Bạch kim - L.H.Anh: 5× Bạch kim - Đức: 2× Bạch kim - Canada: 7× Bạch kim - T.Sĩ: 4× Bạch kim - Nhật: Triệu - N.Zealand: 5× Bạch kim - Pháp: Kim cương |
| Merry Christmas                                                              | - Phát hành: 1 tháng 11 năm 1994 - Hãng đĩa: Columbia (#CK-64222) - Định dạng: LP, cassette, CD | 3                        | 2                        | 26                       | 44                       | 19                       | 1                        | 4                        | 10                       | 4                        | 32                       | - Thế giới: 15.000.000 - Mỹ: 5.500.000 - Canada: 200.000 - Nhật: 2.500.000                | - Mỹ: 5× Bạch kim - Úc: 6× Bạch kim - L.H.Anh: Vàng - Đức: Vàng - Canada: Bạch kim - T.Sĩ: Vàng - Nhật: 2× Triệu - N.Zealand: 2× Bạch kim                                       |
| Daydream                                                                     | - Phát hành: 3 tháng 10 năm 1995 - Hãng đĩa: Columbia - Định dạng: LP, cassette, CD             | 1                        | 1                        | 2                        | 2                        | 1                        | 1                        | 1                        | 1                        | 1                        | 1                        | - Thế giới: 25.000.000 - Mỹ: 7.657.000 - Pháp: 730.400 - Nhật: 2.100.000                  | - Mỹ: Kim cương - Úc: 5× Bạch kim - L.H.Anh: 2× Bạch kim - Đức: Bạch kim - Canada: 7× Bạch kim - Nhật: Triệu - N.Zealand: 5× Bạch kim - Pháp: 2× Bạch kim                       |
| Butterfly                                                                    | - Phát hành: 16 tháng 9 năm 1997 - Hãng đĩa: Columbia - Định dạng: LP, cassette, CD             | 1                        | 1                        | 1                        | 6                        | 7                        | 1                        | 1                        | 4                        | 3                        | 2                        | - Mỹ: 3.807.000 - Pháp: 292.000 - Nhật: 1.000.000                                         | - Mỹ 5× Bạch kim - Úc: 2× Bạch kim - L.H.Anh: Vàng - Canada: 2× Bạch kim - T.Sĩ: Vàng - Nhật: Triệu - N.Zealand: Bạch kim - Pháp: 2× Vàng                                       |
| Rainbow                                                                      | - Phát hành: 2 tháng 11 năm 1999 - Hãng đĩa: Columbia (#63800) - Định dạng: LP, cassette, CD    | 2                        | 4                        | 2                        | 1                        | 3                        | 2                        | 4                        | 11                       | 2                        | 8                        | - Thế giới: 7.000.000 - Mỹ: 2.968.000 - Canada: 300.000 - Pháp: 413.300                   | - Mỹ: 3× Bạch kim - Úc: Vàng - L.H.Anh: Vàng - Đức: Bạch kim - Canada: 2× Bạch kim - T.Sĩ: Vàng - Nhật: 4× Bạch kim - N.Zealand: Bạch kim - Pháp: Bạch kim                      |
| Charmbracelet                                                                | - Phát hành: 3 tháng 12 năm 2002 - Hãng đĩa: Island - Định dạng: LP, cassette, CD               | 3                        | 42                       | 30                       | 12                       | 32                       | 4                        | 30                       | —                        | 9                        | 52                       | - Mỹ: 1.166.000 - Pháp: 183.600 - L.H.Anh: 122.010                                        | - Mỹ: Bạch kim - L.H.Anh: Vàng - Canada: Vàng - Hồng Kông: Vàng - T.Sĩ: Vàng - Nhật: Bạch kim - Pháp: Vàng                                                                      |
| The Emancipation of Mimi                                                     | - Phát hành: 4 tháng 4 năm 2005 - Hãng đĩa: Island - Định dạng: LP, CD, tải nhạc số             | 1                        | 6                        | 2                        | 4                        | 14                       | 2                        | 8                        | 12                       | 9                        | 7                        | - Thế giới: 12.000.000 - Mỹ: 6.080.000 - Pháp: 169.200 - Nhật: 259.000 - L.H.Anh: 621.352 | - Mỹ: 6× Bạch kim - Úc: Bạch kim - L.H.Anh: 2× Bạch kim - Canada: 3× Bạch kim - Nhật: Bạch kim - N.Zealand: Bạch kim - Pháp: Vàng                                               |
| E=MC²                                                                        | - Phát hành: 8 tháng 4 năm 2008 - Hãng đĩa: Island - Định dạng: LP, CD, tải nhạc số             | 1                        | 2                        | 1                        | 6                        | 7                        | 7                        | 11                       | 10                       | 5                        | 3                        | - Thế giới: 2.500.000 - Mỹ: 1.289.000 - Pháp: 32.800 - Nhật: 146.000 - L.H.Anh: 136.986   | - Mỹ: Bạch kim - Úc: Vàng - L.H,Anh: Vàng - Canada: Bạch kim - Nhật: Vàng |
| Memoirs of an Imperfect Angel                                                | - Phát hành: 28 tháng 9 năm 2009 - Hãng đĩa: Island - Định dạng: LP, CD, tải nhạc số            | 3                        | 6                        | 5                        | 10                       | 27                       | 9                        | 26                       | 25                       | 18                       | 23                       | - Thế giới: 2.000.000 - Mỹ: 549.000 - L.H.Anh: 80.308                                     | - Mỹ: Vàng - L.H.Anh: Bạc |
| Merry Christmas II You                                                       | - Phát hành: 29 tháng 10 năm 2010 - Hãng đĩa: Island - Định dạng: CD, tải nhạc số               | 4                        | 27                       | 14                       | 82                       | 77                       | 24                       | 52                       | —                        | —                        | 101                      | - Mỹ: 523.000                                                                             | - Mỹ: Vàng |
| Me. I Am Mariah... The Elusive Chanteuse                                     | - Phát hành: 23 tháng 5 năm 2014 - Hãng đĩa: Def Jam - Định dạng: CD, tải nhạc số               | 3                        | 5                        | 8                        | 26                       | 27                       | 25                       | 14                       | 11                       | 16                       | 14                       | - Mỹ: 122.000                                                                             | |
| "—" Không có mặt trên bảng xếp hạng hoặc không được phát hành ở quốc gia đó. |                                                                                                 |                          |                          |                          |                          |                          |                          |                          |                          |                          |                          |                                                                                           | |

### Album nhạc phim
| Tựa đề                                                                       | Chi tiết                                                                          | Vị trí xếp hạng cao nhất | Vị trí xếp hạng cao nhất | Vị trí xếp hạng cao nhất | Vị trí xếp hạng cao nhất | Vị trí xếp hạng cao nhất | Vị trí xếp hạng cao nhất | Vị trí xếp hạng cao nhất | Vị trí xếp hạng cao nhất | Vị trí xếp hạng cao nhất | Vị trí xếp hạng cao nhất | Doanh số                                                        | Chứng nhận                                                |
| Tựa đề                                                                       | Chi tiết                                                                          | Mỹ                       | Úc                       | Canada                   | Pháp                     | Đức                      | Nhật                     | H.Lan                    | N.Zealand                | T.Sĩ                     | L.H.Anh                  | Doanh số                                                        | Chứng nhận                                                |
| ---------------------------------------------------------------------------- | --------------------------------------------------------------------------------- | ------------------------ | ------------------------ | ------------------------ | ------------------------ | ------------------------ | ------------------------ | ------------------------ | ------------------------ | ------------------------ | ------------------------ | --------------------------------------------------------------- | --------------------------------------------------------- |
| Glitter                                                                      | - Phát hành: 11 tháng 9 năm 2001 - Hãng đĩa: Virgin - Định dạng: LP, cassette, CD | 7                        | 13                       | 4                        | 5                        | 7                        | 1                        | 12                       | 11                       | 10                       | 10                       | - Mỹ: 652.000 - Pháp: 121.100 - Nhật: 450.000 - L.H.Anh: 55.080 | - Mỹ: Bạch kim - T.Sĩ: Vàng - Nhật: Bạch kim - Pháp: Vàng |
| "—" Không có mặt trên bảng xếp hạng hoặc không được phát hành ở quốc gia đó. |                                                                                   |                          |                          |                          |                          |                          |                          |                          |                          |                          |                          |                                                                 |                                                           |

### Album tổng hợp
| Tựa đề                                                                       | Chi tiết                                                                                             | Vị trí xếp hạng cao nhất | Vị trí xếp hạng cao nhất | Vị trí xếp hạng cao nhất | Vị trí xếp hạng cao nhất | Vị trí xếp hạng cao nhất | Vị trí xếp hạng cao nhất | Vị trí xếp hạng cao nhất | Vị trí xếp hạng cao nhất | Vị trí xếp hạng cao nhất | Vị trí xếp hạng cao nhất | Doanh số                                          | Chứng nhận |
| Tựa đề                                                                       | Chi tiết                                                                                             | Mỹ                       | Úc                       | Canada                   | Pháp                     | Đức                      | Nhật                     | H.Lan                    | N.Zealand                | T.Sĩ                     | L.H.Anh                  | Doanh số                                          | Chứng nhận |
| ---------------------------------------------------------------------------- | --- | ------------------------ | ------------------------ | ------------------------ | ------------------------ | ------------------------ | ------------------------ | ------------------------ | ------------------------ | ------------------------ | ------------------------ | ------------------------------------------------- | --- |
| #1's                                                                         | - Phát hành: 17 tháng 11 năm 1998 - Hãng đĩa: Columbia (#CK-69670) - Định dạng: LP, CD, cassette     | 4                        | 6                        | 6                        | 2                        | 10                       | 1                        | 15                       | 13                       | 3                        | 10                       | - Mỹ: 3.798.000 - Pháp: 732.400 - Nhật: 3.250.000 | - Mỹ: 5× Bạch kim - Úc: Bạch kim - L.H.Anh: 2× Bạch kim - Đức: Vàng - Canada: 3× Bạch kim - Nhật: 3× Triệu - N.Zealand: 2× Bạch kim - Pháp: 2× Bạch kim |
| Greatest Hits                                                                | - Phát hành: 4 tháng 11 năm 2001 - Hãng đĩa: Columbia / Virgin - Định dạng: LP, CD, cassette         | 52                       | 47                       | —                        | 3                        | 36                       | 3                        | 37                       | 11                       | 17                       | 7                        | - Mỹ: 1.167.000 - Pháp: 137.600 - Nhật: 217.890   | - Mỹ: Bạch kim - Úc: 2× Bạch kim - L.H.Anh: 2× Bạch kim - Nhật: Bạch kim - N.Zealand: Bạch kim - Pháp: Vàng                                             |
| The Ballads                                                                  | - Phát hành: 17 tháng 10 năm 2008 - Hãng đĩa: Columbia / Legacy - Định dạng: CD, tải nhạc số         | 10                       | 79                       | —                        | 39                       | —                        | 19                       | 5                        | 19                       | —                        | 13                       | - Mỹ: 160.000                                     | - L.H.Anh: Vàng |
| Playlist: The Very Best of Mariah Carey                                      | - Phát hành: 26 tháng 1 năm 2010 - Hãng đĩa: Columbia / Legacy - Định dạng: CD, tải nhạc số          | —                        | —                        | —                        | —                        | —                        | —                        | —                        | —                        | —                        | —                        |                                                   | |
| The Essential Mariah Carey                                                   | - Phát hành: 7 tháng 1 năm 2011 - Hãng đĩa: Columbia / Legacy - Định dạng: CD, tải nhạc số           | —                        | 86                       | —                        | —                        | —                        | —                        | —                        | —                        | —                        | —                        |                                                   | |
| #1 to Infinity                                                               | - Phát hành: 15 tháng 5 năm 2015 - Hãng đĩa: Columbia, Epic, Legacy - Định dạng: LP, CD, tải nhạc số | 29                       | 18                       | —                        | 132                      | —                        | 19                       | 44                       | 25                       | 49                       | 8                        |                                                   | |
| "—" Không có mặt trên bảng xếp hạng hoặc không được phát hành ở quốc gia đó. | |                          |                          |                          |                          |                          |                          |                          |                          |                          |                          |                                                   | |

## Phát hành giới hạn

### Đĩa mở rộng
| Tựa đề                                                                       | Chi tiết                                                                                       | Vị trí xếp hạng cao nhất | Vị trí xếp hạng cao nhất | Vị trí xếp hạng cao nhất | Vị trí xếp hạng cao nhất | Vị trí xếp hạng cao nhất | Vị trí xếp hạng cao nhất | Vị trí xếp hạng cao nhất | Vị trí xếp hạng cao nhất | Vị trí xếp hạng cao nhất | Vị trí xếp hạng cao nhất | Doanh số                        | Chứng nhận |
| Tựa đề                                                                       | Chi tiết                                                                                       | Mỹ                       | Úc                       | Canada                   | Pháp                     | Đức                      | Nhật                     | H.Lan                    | N.Zealand                | T.Sĩ                     | L.H.Anh                  | Doanh số                        | Chứng nhận |
| ---------------------------------------------------------------------------- | ---------------------------------------------------------------------------------------------- | ------------------------ | ------------------------ | ------------------------ | ------------------------ | ------------------------ | ------------------------ | ------------------------ | ------------------------ | ------------------------ | ------------------------ | ------------------------------- | --- |
| MTV Unplugged                                                                | - Phát hành: 2 tháng 6 năm 1992 - Hãng đĩa: Columbia (#CK-52758) - Định dạng: LP, CD, cassette | 3                        | 7                        | 6                        | 22                       | 30                       | 13                       | 1                        | 1                        | 19                       | 3                        | - Mỹ: 2.774.000 - Pháp: 144.700 | - Mỹ: 4× Bạch kim - Úc: Bạch kim - L.H.Anh: Vàng - Canada: Bạch kim - T.Sĩ: Vàng - N.Zealand: 2× Bạch kim - Pháp: 2× Vàng |
| Valentines                                                                   | - Phát hành: 1 tháng 1 năm 2000 - Hãng đĩa: Columbia (#A31158) - Định dạng: CD, cassette       | —                        | —                        | —                        | —                        | —                        | —                        | —                        | —                        | —                        | —                        |                                 | |
| "—" Không có mặt trên bảng xếp hạng hoặc không được phát hành ở quốc gia đó. |                                                                                                |                          |                          |                          |                          |                          |                          |                          |                          |                          |                          |                                 | |

### Album phối lại
| The Remixes                                                                  | - Phát hành: 14 tháng 12 năm 2003 - Hãng đĩa: Columbia, Virgin, Island - Định dạng: CD, cassette | 26 | 78 | 60 | 95 | 99 | 36 | 69 | 35 | - Mỹ: 280.000 |
| "—" Không có mặt trên bảng xếp hạng hoặc không được phát hành ở quốc gia đó. |                                                                                                  |    |    |    |    |    |    |    |    |               |

### Bộ đĩa
| Tựa đề              | Chi tiết                                                                         | Notes |
| ------------------- | -------------------------------------------------------------------------------- | --- |
| 12s                 | - Phát hành: 1998 - Hãng đĩa: Columbia - Định dạng: Vinyl                        | - Phiên bản giới hạn gồm 10 đĩa phối lại 12". - Bao gồm "Someday", "There's Got to Be a Way", "Honey", "My All", "Fantasy", "Anytime You Need a Friend" và "Dreamlover". |
| 3CD Collector's Set | - Phát hành: 5 tháng 10 năm 2009 - Hãng đĩa: Island - Định dạng: CD, tải nhạc số | - Bộ đĩa gồm 3 CD Charmbracelet, The Emancipation of Mimi, E=MC² và Memoirs of an Imperfect Angel.                                                                       |